# Long Island City–Court Square (línea Crosstown)
Long Island City–Court Square es una estación de metro en la línea Crosstown del metro de la ciudad de Nueva York. Es la terminal septentrional de los trenes del servicio G durante la semana desde las 6:30 a las 20:00 (8:00 PM). Durante las madrugadas (los fines de semanas) y días de semana, el servicio es extendido hasta Forest Hills–71° Avenida.
Después de que la línea de la Calle 63 IND fue conectada a la línea Queens Boulevard en diciembre de 2001 (un proyecto conocido como the "63rd Street Connector"), se instaló un torniquete de acceso en el extremo sur del entrepiso para el flujo de pasajeros que van hacia la línea Flushing en 45th Road–Court House Square (7 <7>).

## Conexiones de autobuses
- B61
- Q19A
- Q39
- Q67